# Festuca drymeja
Festuca drymeja är en gräsart som beskrevs av Franz Carl Mertens och Wilhelm Daniel Joseph Koch.
Festuca drymeja ingår i släktet svinglar, och familjen gräs. Inga underarter finns listade i Catalogue of Life.